# Casa dos Bicos
A Casa dos Bicos, ou Casa de Brás de Albuquerque, é um edifício histórico localizado na freguesia de Santa Maria Maior em Lisboa, sendo atualmente um dos núcleos do Museu de Lisboa e sede da Fundação José Saramago.
A casa foi construída em 1523, a mando de D. Brás de Albuquerque, filho natural legitimado do segundo governador da Índia portuguesa
Está situada a oriente do Terreiro do Paço, perto de onde ficavam a Alfândega, o Tribunal das Sete Casas e a Ribeira Velha (mercado de peixe e de produtos hortícolas, com inúmeras lojas de comidas e vinhos).
A Casa dos Bicos está classificada como Monumento Nacional desde 1910.

## Características arquitetónicas
A fachada está revestida de pedra aparelhada em forma de ponta de diamante, os "bicos", sendo um exemplo único de arquitectura civil residencial no contexto arquitectónico lisboeta. Os "bicos" demonstram uma clara influência renascentista italiana. Na verdade, o proprietário da Casa dos Bicos mandou-a construir após uma viagem sua a Itália, onde terá visto pela primeira vez o Palácio dos Diamantes ("dei diamanti") de Ferrara e o Palácio Bevilacqua, em Bolonha. No entanto, sendo naturalmente menor que estes palácios, a distribuição irregular das janelas e das portas, todas de dimensões e formatos distintos, conferem-lhe um certo encanto, reforçado pelo traçado das janelas dos andares superiores, livremente inspiradas nos arcos trilobados da época. 
Na sua planta inicial tinha duas fachadas de pedras cortadas em pirâmide e colocadas de forma desencontrada, onde sobressaltavam dois portais manuelinos, o central e o da extremidade oriental, e ainda dois andares nobres. A fachada menos importante, encontrava-se virada ao rio.
Com o terramoto de 1755 tudo isto se destruiu e desapareceram estes dois últimos andares. A família Albuquerque vendeu-a em 1973, tendo até então sido utilizada como armazém e como sede de comércio de bacalhau.
Em 1983, por iniciativa do comissariado da XVII Exposição Europeia de Artes, Ciência e Cultura, foi reconstruída e foi reposta a sua volumetria inicial (foram acrescentados os dois andares que haviam desaparecido na tragédia), tendo servido como local de exposições. 
A muralha pertencente à Cerca Moura passava por este local, tendo sido destruída para que pudesse ser construído o palácio. Escavações arqueológicas datadas da década de 1980 revelaram vestígios da muralha. Foram também revelados no seu interior outros elementos como tanques de salga da época romana, uma torre da época medieval e pavimento mudéjar.
Na Casa dos Bicos funciona hoje a Fundação José Saramago, acolhendo a biblioteca do escritor prémio Nobel da Literatura, assim como uma exposição permanente sobre a vida e obra de José Saramago.
O piso térreo da Casa dos Bicos, onde se encontra sedeada a Fundação Saramago é, desde julho, o Núcleo Arqueológico do Museu da Cidade de Lisboa, onde se pode encontrar um espólio que percorre a história da cidade desde a ocupação romana até ao século XVIII.